# NGC 1534
NGC 1534 је лентикуларна галаксија у сазвежђу Мрежица која се налази на NGC листи објеката дубоког неба.
Деклинација објекта је - 62° 47' 50" а ректасцензија 4h 8m 46,2s. Привидна величина (магнитуда) објекта NGC 1534 износи 12,9 а фотографска магнитуда 13,8. NGC 1534 је још познат и под ознакама ESO 84-6, AM 0408-625, DRCG 46-23, IRAS 04081-6255, PGC 14547.